# EssaHOISA
EssaHOISA（エッサホイサ）は、2009年3月に所ジョージ監修雑誌「Daytona」で発表されたブランドであり、製品としてはステッカー・缶入りTシャツ・マークなどのノベルティグッズとして制作されたもので、いずれも非売品である。2010年1月、北野武・所ジョージ編集の雑誌「FAMOSO」・所ジョージ監修雑誌「世田谷ベース」で発表され、現在は露出を控えている。各グッズは所のTV番組「世田谷ベース」や雑誌の懸賞やファンへのプレゼントとして配布されたのみで、入手は非常に困難である。

## 由来
オイルメーカーのEsso Morter Oil（エッソモーターオイル）をもじって「Essa HOISA Human Life（エッサホイサ ヒューマンライフ）」としている。"ガソリンを使わずに人力で頑張りましょう"というエコロジー的な意味を込めている。原作・デザインは今吉商店の今吉将之。ちなみに、同時に人気のある「ジョージモービル」も彼のデザインである。

## 備考
EssaHOISAグループという団体が管理を行う。それに派生するEssaHOISA Racing（EHR）というレーシングチームがあり、マシーンはパシフィックハウスが経営する横浜の山手ヨットクラブスタジオで一般公開されている。また、同グループの参加する各地の様々なイベントでEssaHOISAグッズを手に入れることも出来る。